# Vuelta a España 2022/21. Etappe
Die 21. Etappe der Vuelta a España 2022 fand am 11. September 2022 statt und war der Abschluss der 77. Austragung des spanischen Etappenrennens. Die letzte Etappe fand im Jahr 2022 erneut auf dem traditionellen Rundkurs in Madrid statt. Gestartet wurde in Las Rozas de Madrid, ehe die Strecke nach 96,7 Kilometern in der spanischen Hauptstadt zu Ende ging. Nach der Zielankunft hatten die Fahrer 3280,5 Kilometer Gesamtdistanz auf der Rundfahrt absolviert.

## Streckenführung
Nach dem Start in Las Rozas de Madrid vollführte die Strecke zunächst eine kleine Schleife durch Las Matas, ehe es über Majadahonda und Pozuelo de Alarcón nach Madrid ging. Nach rund 35 Kilometern fuhr das Peloton über den Parque del Oeste in die Landeshauptstadt ein und gelangte über die Calle de Alberto Aguilera, Calle de Carranza, Calle de Sagasta und Calle de Génova zum Monumento a Colón nahe dem Museo Arqueológico Nacional de España. Die Fahrer befanden sich dann auf dem finalen Rundkurs in der Innenstadt von Madrid.
Der Rundkurs hatte mit der Paseo de Recoletos, Calle Gran Vía/Calle de Alcalá und Paseo del Prado drei Bestandteile. Auf der Paseo de Recoletos fuhren die Fahrer auf den Rundkurs ein. Hier passierten sie die Iglesia de San Pascual, ehe sie beim Fuente de Cibeles auf die Calle de Alcalá und Calle Gran Vía abbogen. Dann ging es vorbei am Cuartel General del Ejército de Tierra und Metropolis-Haus, ehe am Plaza del Callao eine Wende erfolgte, die zurück zum Fuente de Cibeles führte. Nun ging es auf die Paseo del Prado und vorbei am Museo Thyssen-Bornemisza und Fuente de Neptuno bis zum Réplica de la Fuente de la Alcachofa. Hier erfolgte erneut eine Wende, die die Fahrer auf die rund ein Kilometer lange Zielgerade brachte. Hier wurden erneut Sehenswürdigkeiten wie der Real Jardín Botánico de Madrid, das Museo del Prado und das Monumento a los Caídos por España passiert. Der Zielstrich befand sich unmittelbar vor dem Palacio de Cibeles, der das Herzstück des Sternkurses ausmachte. Insgesamt erfolgten auf dem 5,8 Kilometer langen Rundkurs mit seinen drei Wenden zehn Zieldurchfahrungen, wobei bei der dritten Zieldurchfahrt ein Zwischensprint mit Zeitbonifikationen ausgefahren wurde.
Im Anschluss an die Etappe wurden der Sieger der Rundfahrt sowie die Wertungssieger und der Etappensieger auf dem Podium geehrt, das vor dem Palacio de Cibeles aufgebaut war.
|                  | Ort                         | Kilometer |
| ---------------- | --------------------------- | --------- |
| Start            | Las Rozas de Madrid         | 0         |
| Zieldurchfahrt 1 | Madrid (Palacio de Cibeles) | 44,5      |
| Zieldurchfahrt 2 | Madrid (Palacio de Cibeles) | 50,3      |
| Zieldurchfahrt 3 | Madrid (Palacio de Cibeles) | 56,1      |
| Zwischensprint   | Madrid (Palacio de Cibeles) | 56,1      |
| Bonussprint      | Madrid (Palacio de Cibeles) | 56,1      |
| Zieldurchfahrt 4 | Madrid (Palacio de Cibeles) | 61,9      |
| Zieldurchfahrt 5 | Madrid (Palacio de Cibeles) | 67,7      |
| Zieldurchfahrt 6 | Madrid (Palacio de Cibeles) | 73,5      |
| Zieldurchfahrt 7 | Madrid (Palacio de Cibeles) | 79,3      |
| Zieldurchfahrt 8 | Madrid (Palacio de Cibeles) | 85,1      |
| Zieldurchfahrt 9 | Madrid (Palacio de Cibeles) | 90,9      |
| Ziel             | Madrid (Palacio de Cibeles) | 96,7      |

## Rennverlauf und Ergebnisse
In der Anfangsphase der letzten Etappe wurden traditionell Fotos des langsam fahrenden Fahrerfeldes gemacht. Zudem stieß die Mannschaft Quick-Step Alpha Vinyl mit Sektgläsern an, um den Triumph ihres Leaders Remco Evenepoel zu feiern.
Rund 55 Kilometer vor dem Ziel erreichten die Fahrer den finalen Rundkurs von Madrid, auf dem zehn Runden zurückgelegt werden mussten. Der 42-jährige Alejandro Valverde (Movistar) fuhr bei seiner letzten Grand-Tour-Etappe als Erster auf dem Rundkurs ein und drehte vor dem Hauptfeld eine Runde, bei der er sich von den vielen Zuschauern verabschiedete, die am Straßenrand standen. Nachdem die Zielpassage das zweite Mal überquert wurde, begann das Rennen und es erfolgten die ersten Angriffe von Fahrern, die versuchten, sich vom Hauptfeld zu lösen. Die Ineos Grenadiers hielten das Feld jedoch zusammen, um Carlos Rodríguez die Möglichkeit zu geben, Bonussekunden zu holen, die beim Zwischensprint der dritten Zielpassage vergeben wurden. Der Spanier lag vor der letzten Etappe nur eine Sekunde hinter Thymen Arensman (DSM) zurück und hatte so die Möglichkeit, auf den sechsten Gesamtrang vorzurücken. Zwar bereitete Richard Carapaz (Ineos Grenadiers) den Sprint für seinen Teamkollegen vor, doch Enric Mas (Movistar) sicherte sich die drei Bonussekunden, während John Degenkolb (DSM) mit Platz zwei die weiteren Bonifikationen holte. Carlos Rodríguez belegte den fünften Rang und ging somit leer aus.
Nach dem Zwischensprint setzten sich Lucas Plapp (Ineos Grenadiers) und Julius Johansen (Intermarché-Wanty-Gobert Matériaux) vom Peloton ab und führten das Rennen 45 Kilometer vor dem Ziel gemeinsam an. Im Hauptfeld kam Lawson Craddock (BikeExchange-Jayco) zu Sturz, konnte das Rennen jedoch fortsetzen. Die beiden Spitzenreiter konnten zwar nur einen Vorsprung von rund 30 Sekunden herausfahren, behaupteten ihre Führung jedoch bis in die letzte Runde. Auf dem letzten Kilometer wurden Lucas Plapp und Julius Johansen schließlich eingeholt, doch die Sprinter-Teams hatten ihre meisten Anfahrer bereits im Verlauf der Nachführarbeit verloren. Auf den letzten 800 Metern schob sich das UAE Team Emirates mit vier Fahrern an die Spitze des Feldes und zog den Sprint für ihren Kapitän Pascal Ackermann an. Auf den letzten 200 Metern eröffnete Mads Pedersen den Sprint, während Sebastián Molano den Sprint für Pascal Ackermann anfuhr. Der Kolumbianer blieb jedoch auf Zug und gewann die Etappe vor Mads Pedersen, während Pascal Ackermann als Dritter über den Zielstrich fuhr.

Remco Evenepoel erreichte das Ziel mit einem Rückstand von elf Sekunden und gewann im Alter von 22 Jahren seine erste Grand Tour. Enric Mas (Movistar) und Juan Ayuso (UAE Team Emirates) erreichten ebenfalls im Hauptfeld das Ziel und sicherten somit ihre Podiumsplätze ab. Mads Pedersen baute mit seinem zweiten Platz den Vorsprung in der Punktewertung weiter aus und sicherte sich zum ersten Mal in seiner Karriere das Grüne Trikot bei der Vuelta a España. Richard Carapaz gewann die Bergwertung, während sich das UAE Team Emirates die Mannschaftswertung sicherte. Als aktivster Fahrer der 77. Austragung der Spanien-Rundfahrt wurde Marc Soler (UAE Team Emirates) ausgezeichnet. Alle 134 Fahrer, die bei der letzten Etappe gestartet waren, erreichten das Ziel der Etappe.
| \| Etappenergebnis \| Etappenergebnis \| Etappenergebnis \| Etappenergebnis \| Etappenergebnis \| \| Fahrer \| Fahrer \| Land \| Team \| Zeit \| \| --------------- \| ---------------- \| ---------------------- \| ----------------------- \| --------------- \| \| 1. \| Sebastián Molano \| Kolumbien \| UAE Team Emirates \| 2 h 26 min 36 s \| \| 2. \| Mads Pedersen \| Dänemark \| Trek-Segafredo \| + 0 s \| \| 3. \| Pascal Ackermann \| Deutschland \| UAE Team Emirates \| + 0 s \| \| 4. \| Mike Teunissen \| Niederlande \| Jumbo-Visma \| + 0 s \| \| 5. \| Danny van Poppel \| Niederlande \| Bora-Hansgrohe \| + 0 s \| \| 6. \| Kaden Groves \| Australien \| Team BikeExchange-Jayco \| + 0 s \| \| 7. \| Fred Wright \| Vereinigtes Königreich \| Bahrain Victorious \| + 0 s \| \| 8. \| Lionel Taminiaux \| Belgien \| Alpecin-Deceuninck \| + 0 s \| \| 9. \| Ben Turner \| Vereinigtes Königreich \| Ineos Grenadiers \| + 0 s \| \| 10. \| Cedric Beullens \| Belgien \| Lotto-Soudal \| + 0 s \| |                  |                        |                         |                 |
| |                  |                        |                         |                 |
| Quelle: ProCyclingStats |                  |                        |                         |                 |
| Etappenergebnis |                  |                        |                         |                 |
| Fahrer | Fahrer           | Land                   | Team                    | Zeit            |
| 1. | Sebastián Molano | Kolumbien              | UAE Team Emirates       | 2 h 26 min 36 s |
| 2. | Mads Pedersen    | Dänemark               | Trek-Segafredo          | + 0 s           |
| 3. | Pascal Ackermann | Deutschland            | UAE Team Emirates       | + 0 s           |
| 4. | Mike Teunissen   | Niederlande            | Jumbo-Visma             | + 0 s           |
| 5. | Danny van Poppel | Niederlande            | Bora-Hansgrohe          | + 0 s           |
| 6. | Kaden Groves     | Australien             | Team BikeExchange-Jayco | + 0 s           |
| 7. | Fred Wright      | Vereinigtes Königreich | Bahrain Victorious      | + 0 s           |
| 8. | Lionel Taminiaux | Belgien                | Alpecin-Deceuninck      | + 0 s           |
| 9. | Ben Turner       | Vereinigtes Königreich | Ineos Grenadiers        | + 0 s           |
| 10. | Cedric Beullens  | Belgien                | Lotto-Soudal            | + 0 s           |

## Gesamtstände
| \| Gesamtwertung \| Gesamtwertung \| Gesamtwertung \| Gesamtwertung \| Gesamtwertung \| \| Fahrer \| Fahrer \| Land \| Team \| Zeit \| \| ------------- \| ------------------ \| ------------- \| ---------------------- \| ---------------- \| \| 1. \| Remco Evenepoel \| Belgien \| Quick-Step Alpha Vinyl \| 80 h 26 min 59 s \| \| 2. \| Enric Mas \| Spanien \| Movistar Team \| + 2 min 02 s \| \| 3. \| Juan Ayuso \| Spanien \| UAE Team Emirates \| + 4 min 57 s \| \| 4. \| Miguel Ángel López \| Kolumbien \| Astana Qazaqstan Team \| + 5 min 56 s \| \| 5. \| João Almeida \| Portugal \| UAE Team Emirates \| + 7 min 24 s \| \| 6. \| Thymen Arensman \| Niederlande \| Team DSM \| + 7 min 45 s \| \| 7. \| Carlos Rodríguez \| Spanien \| Ineos Grenadiers \| + 7 min 57 s \| \| 8. \| Ben O’Connor \| Australien \| AG2R Citroën Team \| + 10 min 30 s \| \| 9. \| Rigoberto Urán \| Kolumbien \| EF Education-EasyPost \| + 11 min 04 s \| \| 10. \| Jai Hindley \| Australien \| Bora-Hansgrohe \| + 12 min 01 s \| |                    |             |                        |                  |
| |                    |             |                        |                  |
| Quelle: ProCyclingStats |                    |             |                        |                  |
| Gesamtwertung |                    |             |                        |                  |
| Fahrer | Fahrer             | Land        | Team                   | Zeit             |
| 1. | Remco Evenepoel    | Belgien     | Quick-Step Alpha Vinyl | 80 h 26 min 59 s |
| 2. | Enric Mas          | Spanien     | Movistar Team          | + 2 min 02 s     |
| 3. | Juan Ayuso         | Spanien     | UAE Team Emirates      | + 4 min 57 s     |
| 4. | Miguel Ángel López | Kolumbien   | Astana Qazaqstan Team  | + 5 min 56 s     |
| 5. | João Almeida       | Portugal    | UAE Team Emirates      | + 7 min 24 s     |
| 6. | Thymen Arensman    | Niederlande | Team DSM               | + 7 min 45 s     |
| 7. | Carlos Rodríguez   | Spanien     | Ineos Grenadiers       | + 7 min 57 s     |
| 8. | Ben O’Connor       | Australien  | AG2R Citroën Team      | + 10 min 30 s    |
| 9. | Rigoberto Urán     | Kolumbien   | EF Education-EasyPost  | + 11 min 04 s    |
| 10. | Jai Hindley        | Australien  | Bora-Hansgrohe         | + 12 min 01 s    |

| Punktewertung | Punktewertung    | Punktewertung          | Punktewertung           | Punktewertung |
| Fahrer        | Fahrer           | Land                   | Team                    | Punkte        |
| ------------- | ---------------- | ---------------------- | ----------------------- | ------------- |
| 1.            | Mads Pedersen    | Dänemark               | Trek-Segafredo          | 409 P.        |
| 2.            | Fred Wright      | Vereinigtes Königreich | Bahrain Victorious      | 186 P.        |
| 3.            | Enric Mas        | Spanien                | Movistar Team           | 138 P.        |
| 4.            | Remco Evenepoel  | Belgien                | Quick-Step Alpha Vinyl  | 133 P.        |
| 5.            | Marc Soler       | Spanien                | UAE Team Emirates       | 133 P.        |
| 6.            | Danny van Poppel | Niederlande            | Bora-Hansgrohe          | 108 P.        |
| 7.            | Pascal Ackermann | Deutschland            | UAE Team Emirates       | 106 P.        |
| 8.            | Richard Carapaz  | Ecuador                | Ineos Grenadiers        | 105 P.        |
| 9.            | Kaden Groves     | Australien             | Team BikeExchange-Jayco | 74 P.         |
| 10.           | Sebastián Molano | Kolumbien              | UAE Team Emirates       | 69 P.         |

| Bergwertung | Bergwertung        | Bergwertung | Bergwertung            | Bergwertung |
| Fahrer      | Fahrer             | Land        | Team                   | Punkte      |
| ----------- | ------------------ | ----------- | ---------------------- | ----------- |
| 1.          | Richard Carapaz    | Ecuador     | Ineos Grenadiers       | 73 P.       |
| 2.          | Robert Stannard    | Australien  | Alpecin-Deceuninck     | 36 P.       |
| 3.          | Enric Mas          | Spanien     | Movistar Team          | 28 P.       |
| 4.          | Thymen Arensman    | Niederlande | Team DSM               | 23 P.       |
| 5.          | Remco Evenepoel    | Belgien     | Quick-Step Alpha Vinyl | 23 P.       |
| 6.          | Marc Soler         | Spanien     | UAE Team Emirates      | 23 P.       |
| 7.          | Sergio Higuita     | Kolumbien   | Bora-Hansgrohe         | 18 P.       |
| 8.          | Miguel Ángel López | Kolumbien   | Astana Qazaqstan Team  | 17 P.       |
| 9.          | Jimmy Janssens     | Belgien     | Alpecin-Deceuninck     | 17 P.       |
| 10.         | Rubén Fernández    | Spanien     | Cofidis                | 15 P.       |

| Nachwuchswertung | Nachwuchswertung    | Nachwuchswertung | Nachwuchswertung       | Nachwuchswertung  |
| Fahrer           | Fahrer              | Land             | Team                   | Zeit              |
| ---------------- | ------------------- | ---------------- | ---------------------- | ----------------- |
| 1.               | Remco Evenepoel     | Belgien          | Quick-Step Alpha Vinyl | 80 h 26 min 59 s  |
| 2.               | Juan Ayuso          | Spanien          | UAE Team Emirates      | + 4 min 57 s      |
| 3.               | João Almeida        | Portugal         | UAE Team Emirates      | + 7 min 24 s      |
| 4.               | Thymen Arensman     | Niederlande      | Team DSM               | + 7 min 45 s      |
| 5.               | Carlos Rodríguez    | Spanien          | Ineos Grenadiers       | + 7 min 57 s      |
| 6.               | Gino Mäder          | Schweiz          | Bahrain Victorious     | + 52 min 25 s     |
| 7.               | Sergio Higuita      | Kolumbien        | Bora-Hansgrohe         | + 1 h 01 min 23 s |
| 8.               | José Félix Parra    | Spanien          | Equipo Kern Pharma     | + 1 h 05 min 02 s |
| 9.               | Clément Champoussin | Frankreich       | AG2R Citroën Team      | + 1 h 24 min 39 s |
| 10.              | Edoardo Zambanini   | Italien          | Bahrain Victorious     | + 1 h 31 min 40 s |

| Mannschaftswertung | Mannschaftswertung     | Mannschaftswertung           | Mannschaftswertung |
| Team               | Team                   | Land                         | Zeit               |
| ------------------ | ---------------------- | ---------------------------- | ------------------ |
| 1.                 | UAE Team Emirates      | Vereinigte Arabische Emirate | 240 h 36 min 32 s  |
| 2.                 | Ineos Grenadiers       | Vereinigtes Königreich       | + 55 min 35 s      |
| 3.                 | Movistar Team          | Spanien                      | + 1 h 16 min 52 s  |
| 4.                 | Bahrain Victorious     | Bahrain                      | + 1 h 17 min 36 s  |
| 5.                 | Astana Qazaqstan Team  | Kasachstan                   | + 1 h 34 min 18 s  |
| 6.                 | Bora-Hansgrohe         | Deutschland                  | + 1 h 38 min 20 s  |
| 7.                 | Jumbo-Visma            | Niederlande                  | + 2 h 12 min 14 s  |
| 8.                 | EF Education-EasyPost  | Vereinigte Staaten           | + 2 h 25 min 47 s  |
| 9.                 | Groupama-FDJ           | Frankreich                   | + 2 h 39 min 37 s  |
| 10.                | Quick-Step Alpha Vinyl | Belgien                      | + 2 h 47 min 09 s  |